# Brenzikofen
Brenzikofen es una comuna suiza del cantón de Berna, situada en el distrito administrativo de Berna-Mittelland. Limita al norte con la comuna de Herbligen, al este con Bleiken bei Oberdiessbach, al sur con Fahrni y Heimberg, y al oeste con Oppligen.
Hasta el 31 de diciembre de 2009 situada en el distrito de Konolfingen.

## Ciudades hermanadas

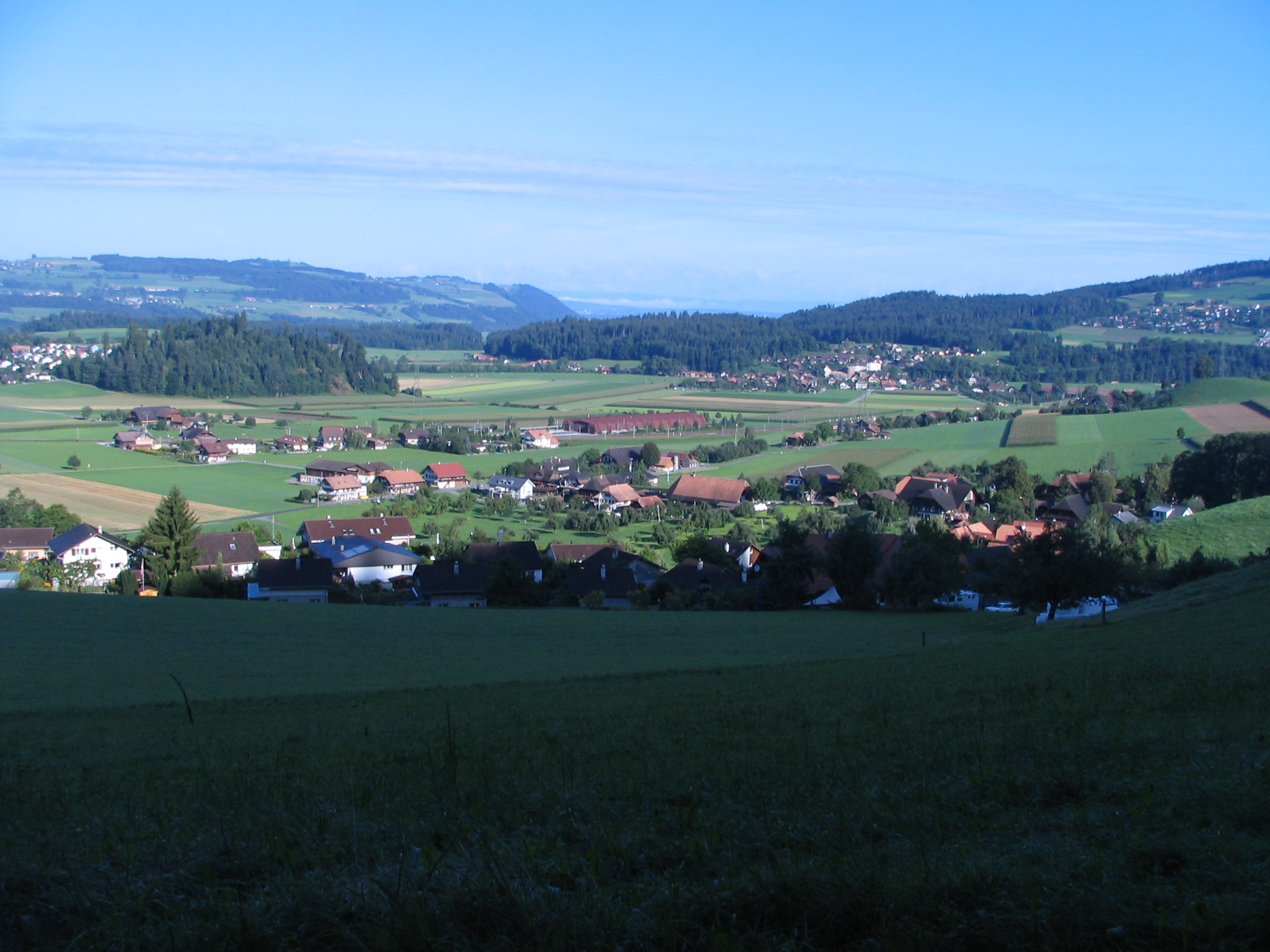
Brenzikofen.

- Vyskytná.